# Альпака
Альпа́ка, альпа́к (ранее альпака́; лат. Lama pacos, или Vicugna pacos), — домашнее мозоленогое животное, предположительно произошедшее от викуньи (вигони). Разводят в высокогорном поясе Южной Америки (Анды). На сегодняшний день там обитает около трёх миллионов альпак, большая часть из которых населяет Перу. Выращивают альпак для стрижки шерсти, из которой делают тёплые и мягкие одеяла, пледы и одежду, а из меха делают предметы для дома.
Рост альпак не превышает одного метра в холке, их масса около 70 килограммов, они обладают мягким и длинным руном (по бокам его длина достигает 15—20 см). Обитают в Андах на высоте 3500—5000 метров, на территории Эквадора, южного Перу, северного Чили и западной Боливии.

## История
Около шести тысяч лет назад индейцы Перу одомашнили альпак и стали их разводить. Изображения альпак широко распространены в культуре Мочика.

## Таксономия

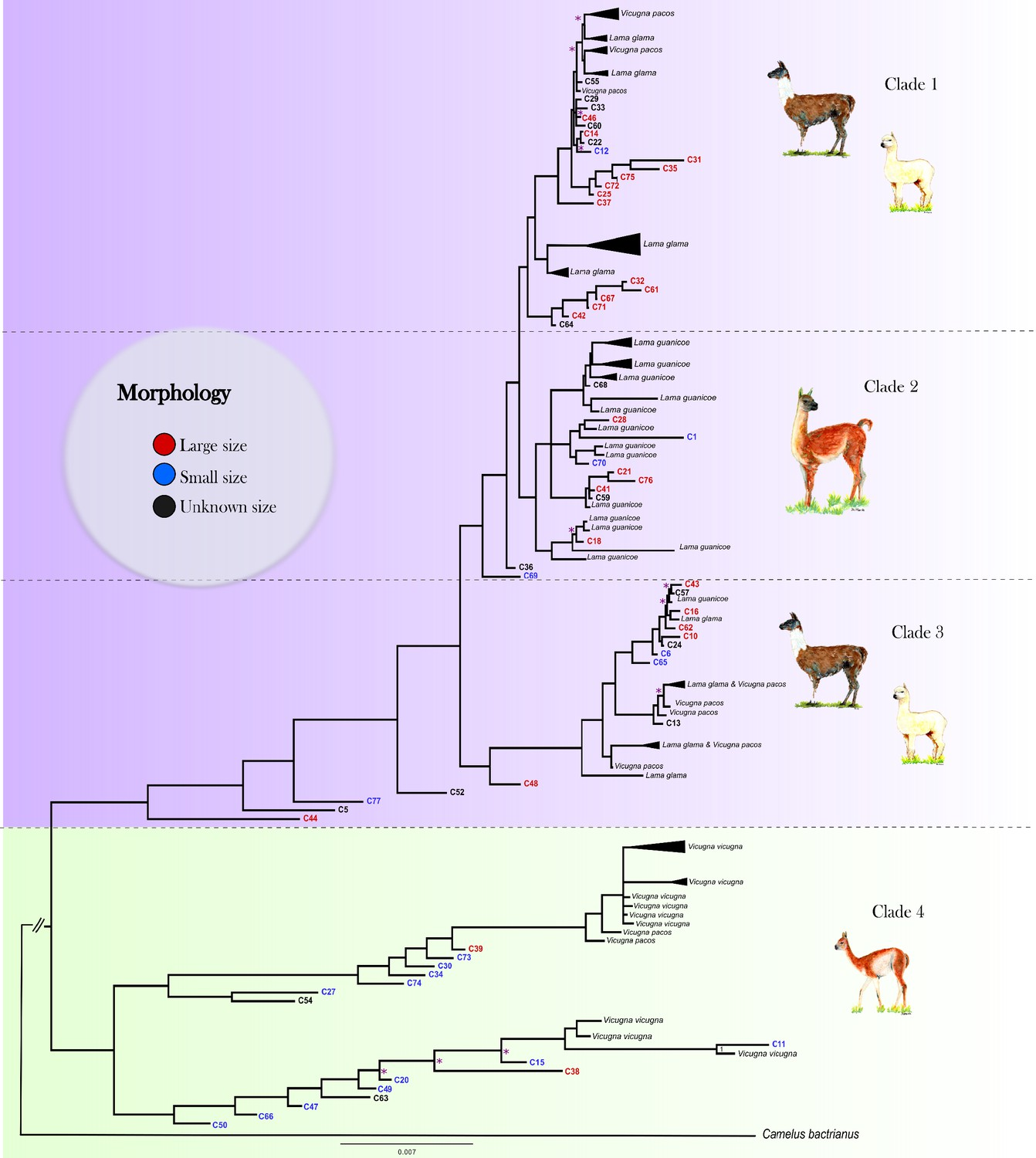
Филогенетическое дерево Lamini по митогеномным данным, полученное с использованием древней ДНК (Diaz-Maroto et al., 2021)

Альпака является частью клады верблюдовых Южной Америки (триба Lamini), включающей в себя также ламу, гуанако и викунью.
Альпака была научно описана Карлом Линнеем в его труде «Система природы» (1758) под латинским названием Camelus pacos. В дальнейшем альпак часто относили к роду лам (Lama), однако в 2001 году было предложено сменить научное название вида Lama pacos на Vicugna pacos, поскольку было выяснено, что предками альпак являлись викуньи, а не гуанако, прародители всех домашних лам. Трудность точного определения рода заключалась в том, что все четыре представителя семейства верблюжьих, встречающиеся в Южной Америке, могут давать потомство в случае межвидового скрещивания, так что только исследование ДНК смогло дать точный ответ на происхождение альпак. Филогенетические анализы 2020 и 2021 года также подтвердили близкое родство альпаки и викуньи.
База данных Американского общества маммологов (ASM Mammal Diversity Database) относит к роду лам как викунью, так и альпаку, аргументируя данную классификацию низким уровнем генетической дивергенции.
Ламы и альпаки при скрещивании дают потомство под названием уарисо (исп. huarizo), а викуньи и альпаки — под названием пако-викунья (исп. paco-vicuña), не способное к размножению, но обладающее очень мягким характером и поэтому идеально подходящее на роль домашних питомцев.
Не являются домашними животными в традиционном понимании, это сравнительно одомашненные горные животные: альпаки могут бояться прикосновений рук. Они с рождения очень любознательны — даже слишком — и способны сами пораниться. Активно пользуются обонянием. Имеют кроткую мирную натуру поведения; в отличие от их родственников — верблюдов, они не плюются в людей, только друг в друга при соревновании за еду, и попадание в человека возможно обычно случайным образом.
В природе существует две разновидности альпак: suri (сури) и huacaya (уакайя). У первых шерсть длинная, в виде косичек, у вторых шерсть похожа на мягкий плюш.

## Ценность
Ассортимент изделий из волокна альпаки
Ценится прежде всего за свою шерсть, которая имеет все свойства овечьей, но по весу намного легче. Шерсть животных делится на несколько видов: королевская альпака — диаметр волокна 19 мкм, бэби альпака — диаметр волокна 22,5 мкм, очень мягкая альпака — диаметр волокна 25,5 мкм, взрослая альпака — 32 мкм.
Шерсть у альпак очень стойкая и не имеет жира, поэтому изделия из неё долго не загрязняются. Ни одна другая шерсть в мире не сравнится с шерстью альпак, особенно с шерстью детёнышей альпак. Она в семь раз теплее, чем шерсть овцы, практически водонепроницаема и не вызывает аллергии.

## Галерея

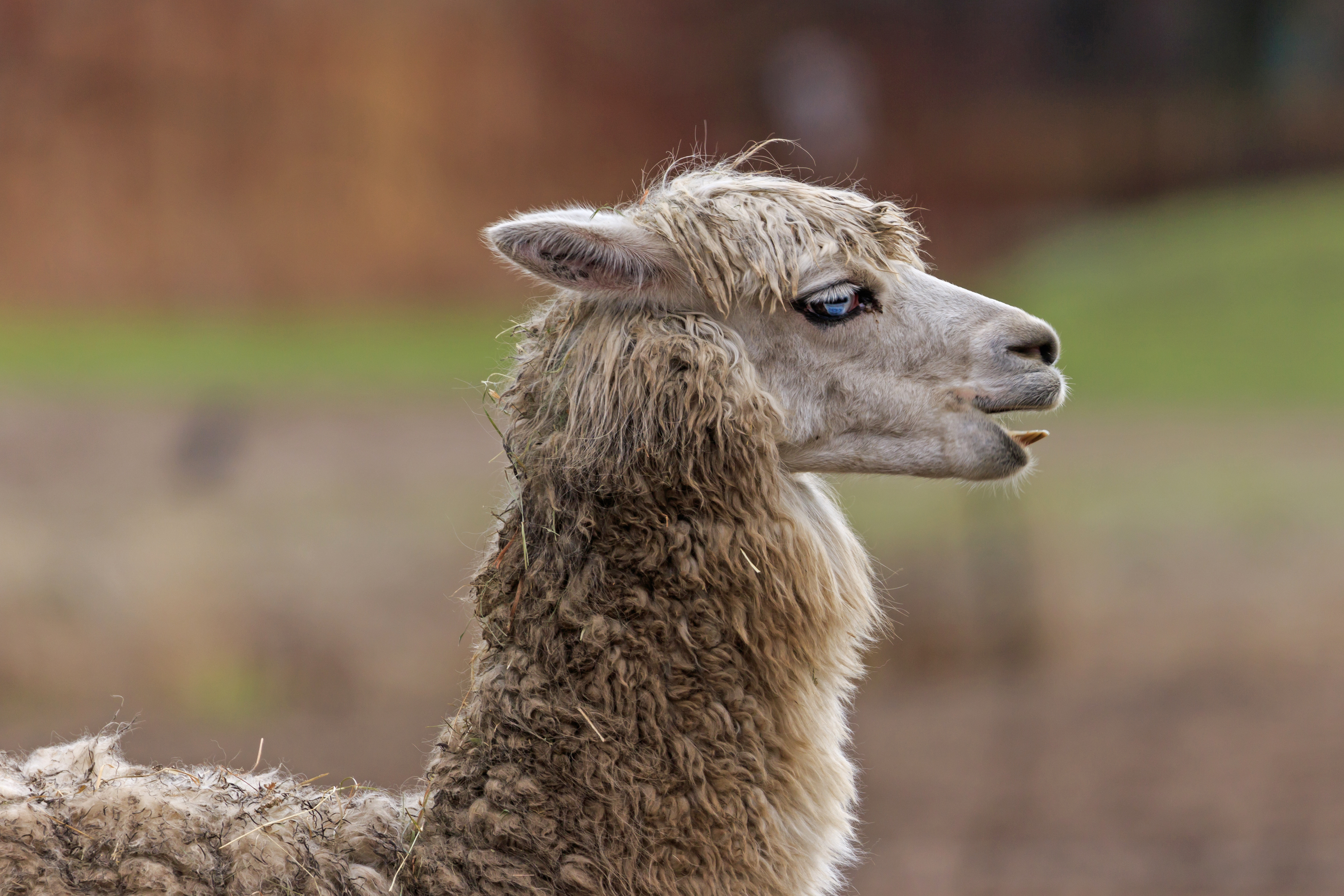
Голова альпаки
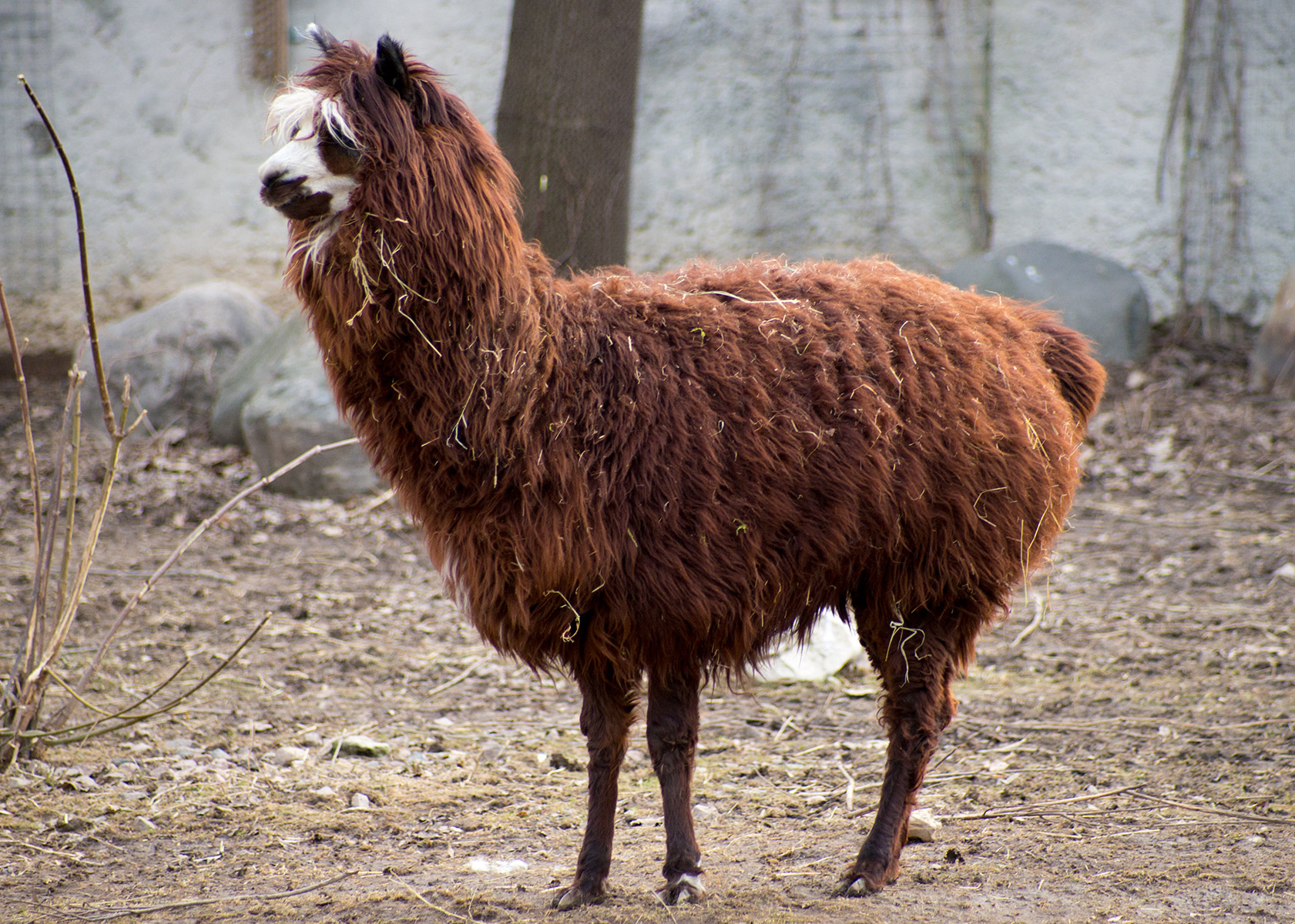
Альпака в Московском зоопарке
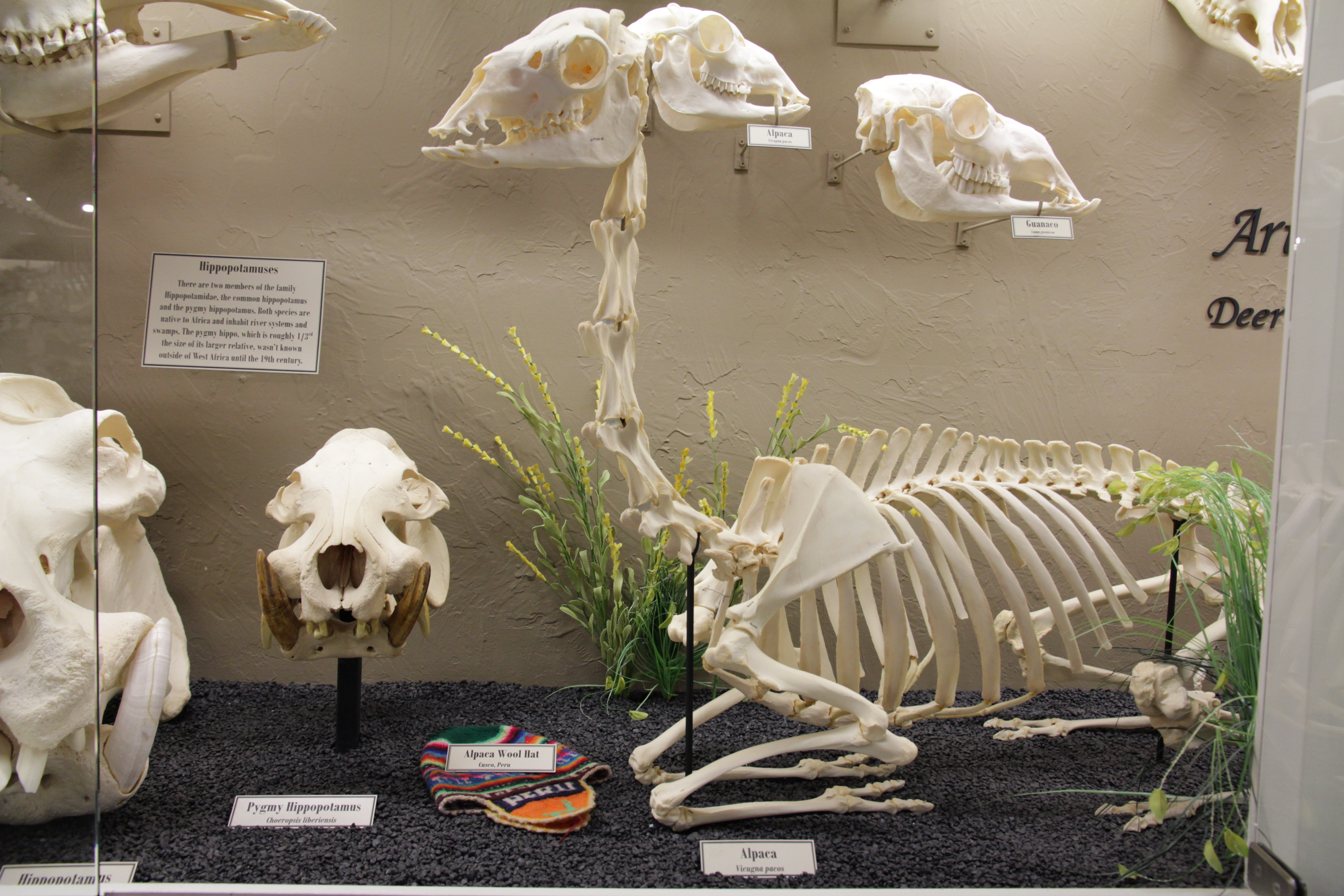
Скелет альпаки, с черепом альпаки и гуанако выше. (Музей остеологии[англ.])
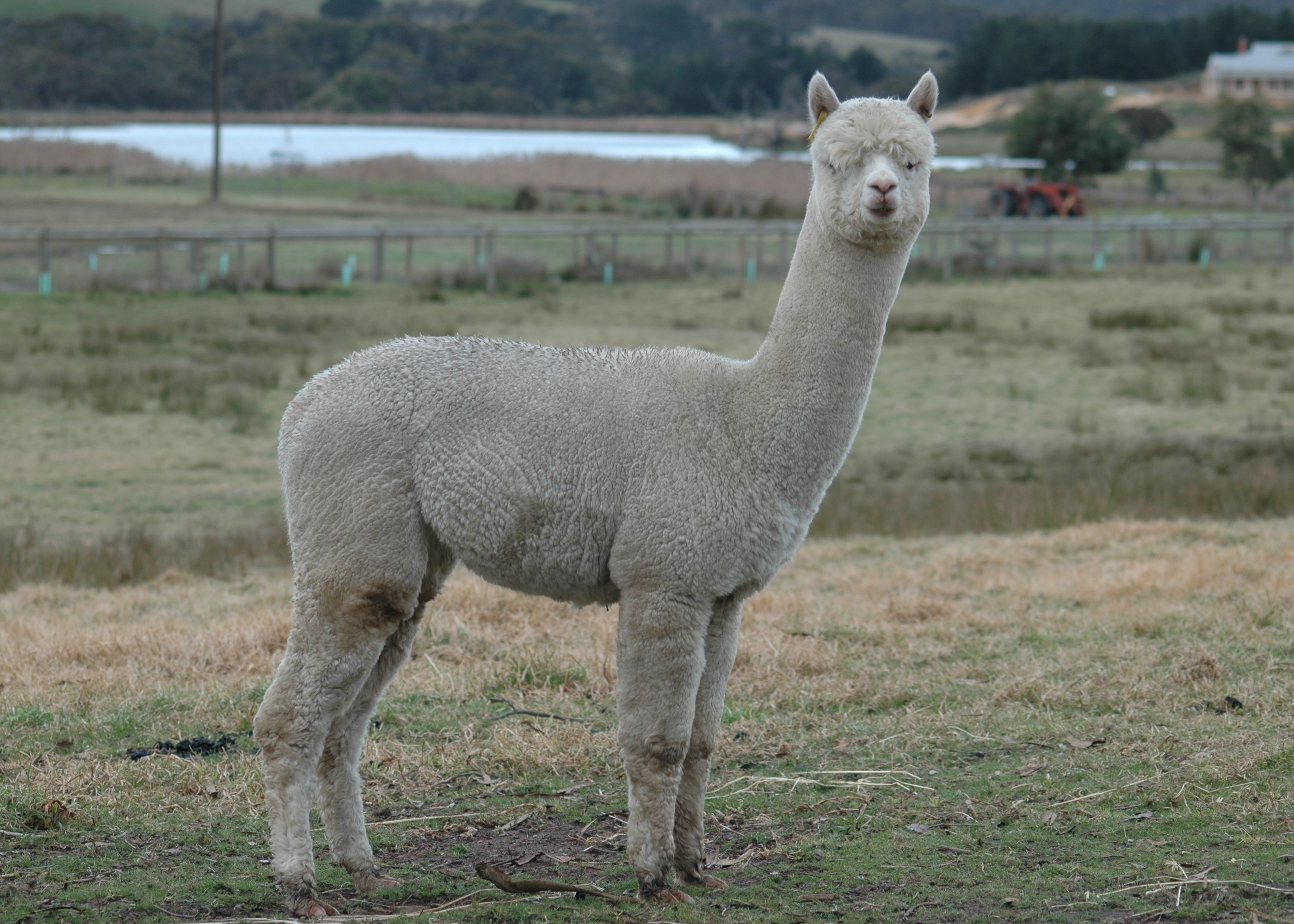
Альпака возле фермы
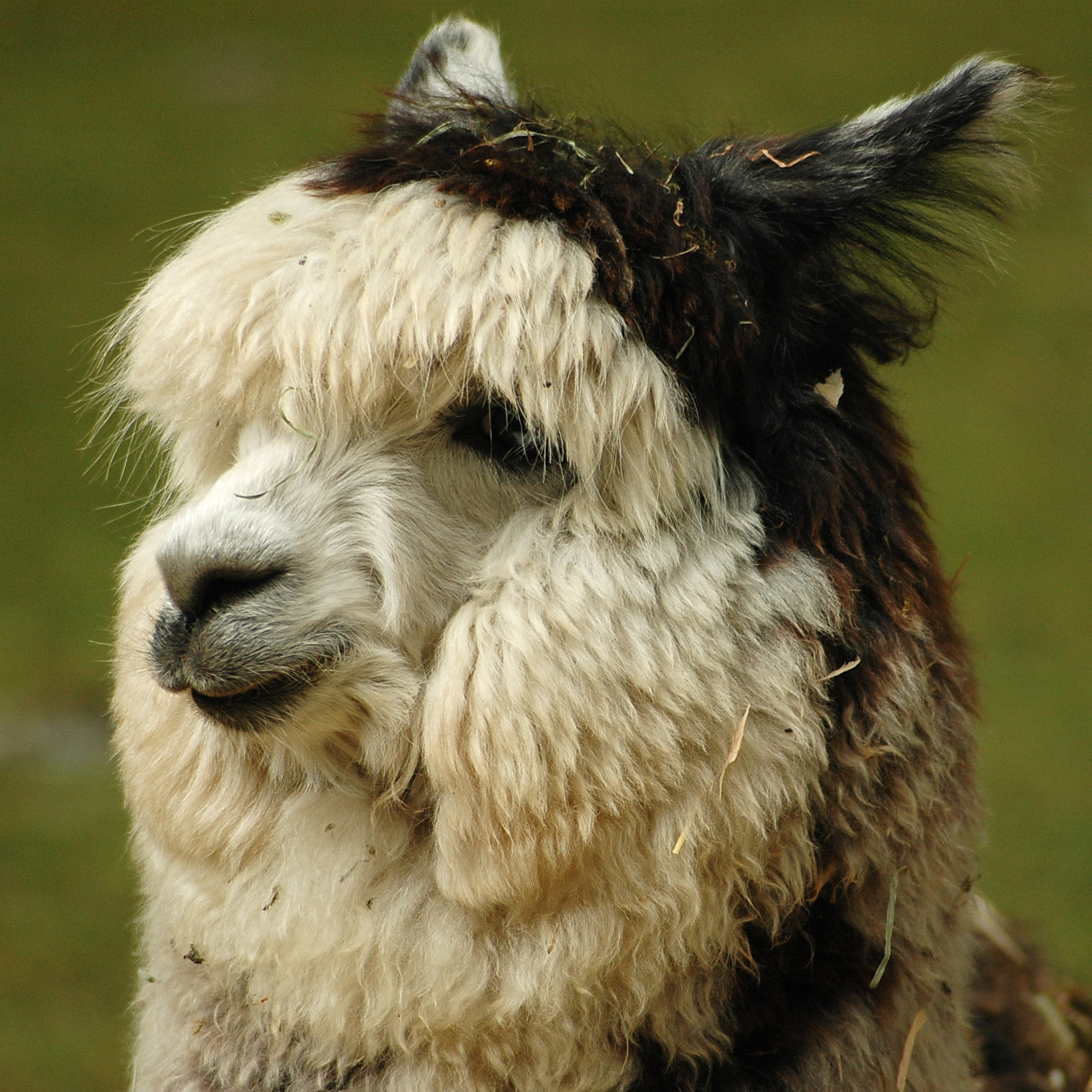
Морда альпаки крупным планом
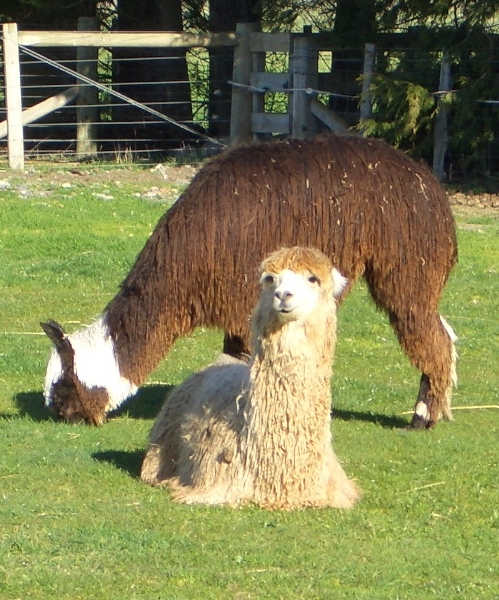
Сури альпаки
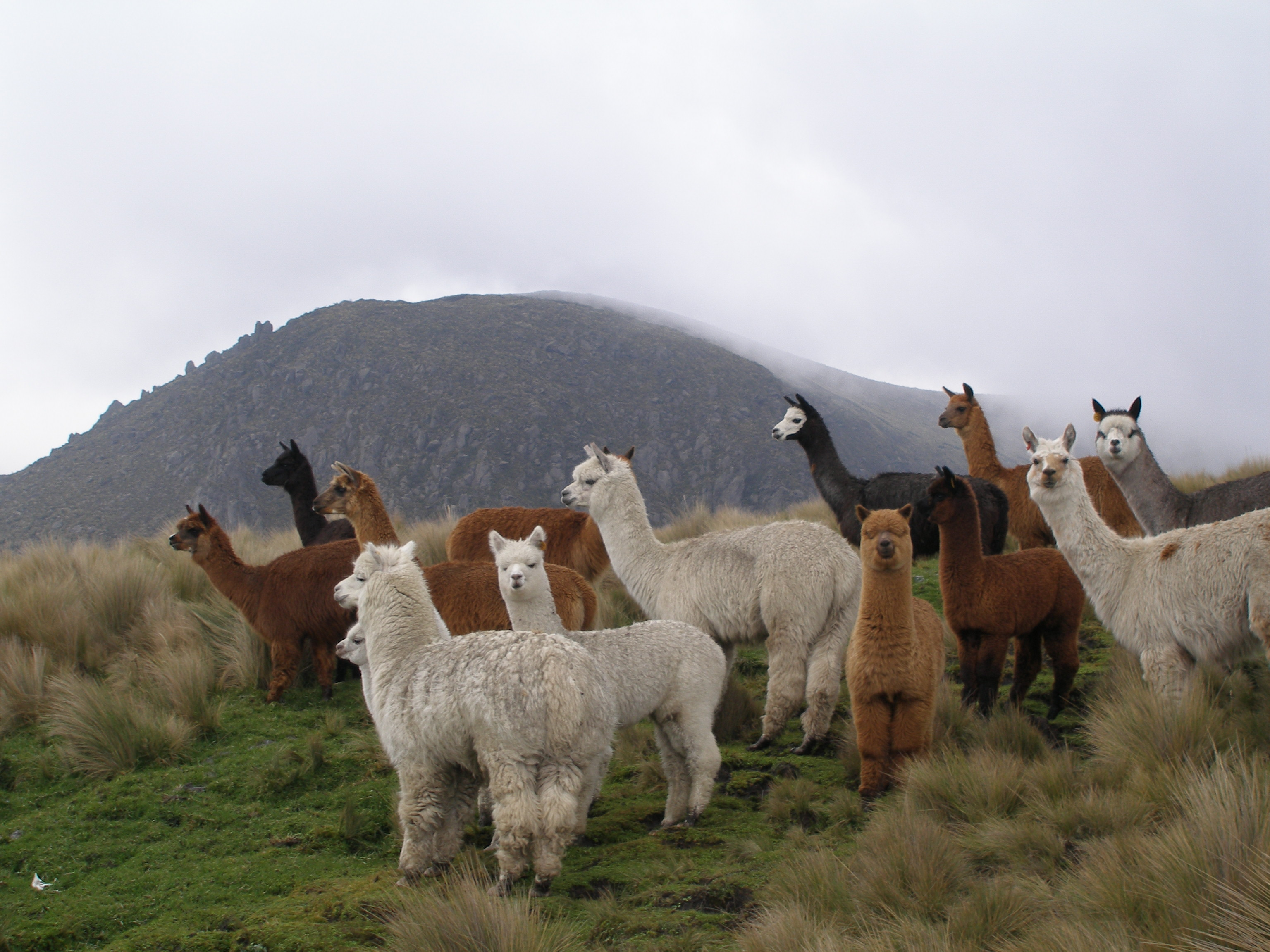
Альпака возле горы в Эквадоре
- (видео) Жевание альпаки
- Прядение из шерсти альпаки, Сен-Готард, 2018 г.
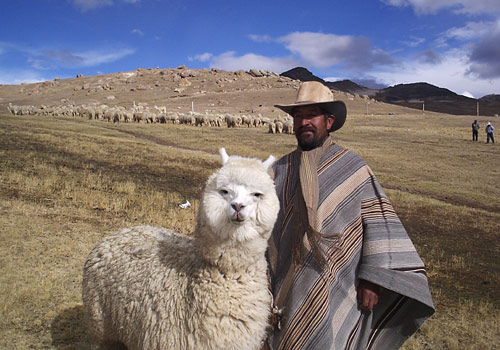
Боливийский мужчина с альпакой